# Leplówka
Leplówka (Leplewka; biał. Леплеўка; ros. Леплевка) – wieś na Białorusi, w obwodzie brzeskim, w rejonie brzeskim, w sielsowiecie Domaczewo.

## Geografia
Wieś położona na wschód od Bugu, niedaleko granicy z Polską i przejścia granicznego Sławatycze-Domaczewo, nieco poniżej polskiej miejscowości Mościce Dolne. Leplówka leży na lewym brzegu rzeczki Kapajówka (Kopajówka), która w tej okolicy ma swoje ujście. Na południowy zachód od Leplówki znajduje się osiedle typu miejskiego Domaczewo, na południu wieś Kobełka, na wschodzie Rudnia, a na północy Dubica.

## Historia
Wieś magnacka położona była w końcu XVIII wieku w powiecie brzeskolitewskim województwa brzeskolitewskiego. 
W XIX w. Leplewka znajdowała się w gminie Domaczewo w powiecie brzeskim guberni grodzieńskiej.
W okresie międzywojennym Leplówka należała do gminy Domaczewo w powiecie brzeskim województwa poleskiego. Według spisu powszechnego z 1921 r. była to wieś licząca 79 domów. Mieszkało tu 418 osób: 205 mężczyzn, 213 kobiet. Pod względem wyznania dominowali prawosławni (402), ponadto mieszkało tu 14 wyznawców judaizmu i 2 rzymskich katolików. 267 osób deklarowało narodowość białoruską, 144 – polską, a 7 – żydowską. Katolicy należeli do parafii rzymskokatolickiej w Domaczewie.
Po agresji ZSRR na Polskę pod władzą radziecką (1939–1941). Po ataku III Rzeszy na ZSRR – pod władzą niemiecką (1941–1944). W czasie okupacji hitlerowskiej miejscowi Żydzi zostali umieszczeni w getcie w Domaczewie. 23 września 1942 r., kilka dni po likwidacji getta, niedaleko Leplówki niemieccy naziści rozstrzelali 54 dzieci wraz z ich opiekunami z domaczewskiego sierocińca. Wśród ofiar były także dzieci żydowskie. Wydarzenie to obecnie upamiętnia pomnik ofiar faszyzmu "Protest".
Po II wojnie światowej Leplówka znalazła się w granicach ZSRR i od 1991 r. – w niepodległej Białorusi.

## Współczesność
Obecnie w Leplówce istnieje przystanek kolejowy Leplówka Kolei Białoruskich na trasie między stacjami: Brześć Centralny – Włodawa (Tomaszówka).